# Rusteberg

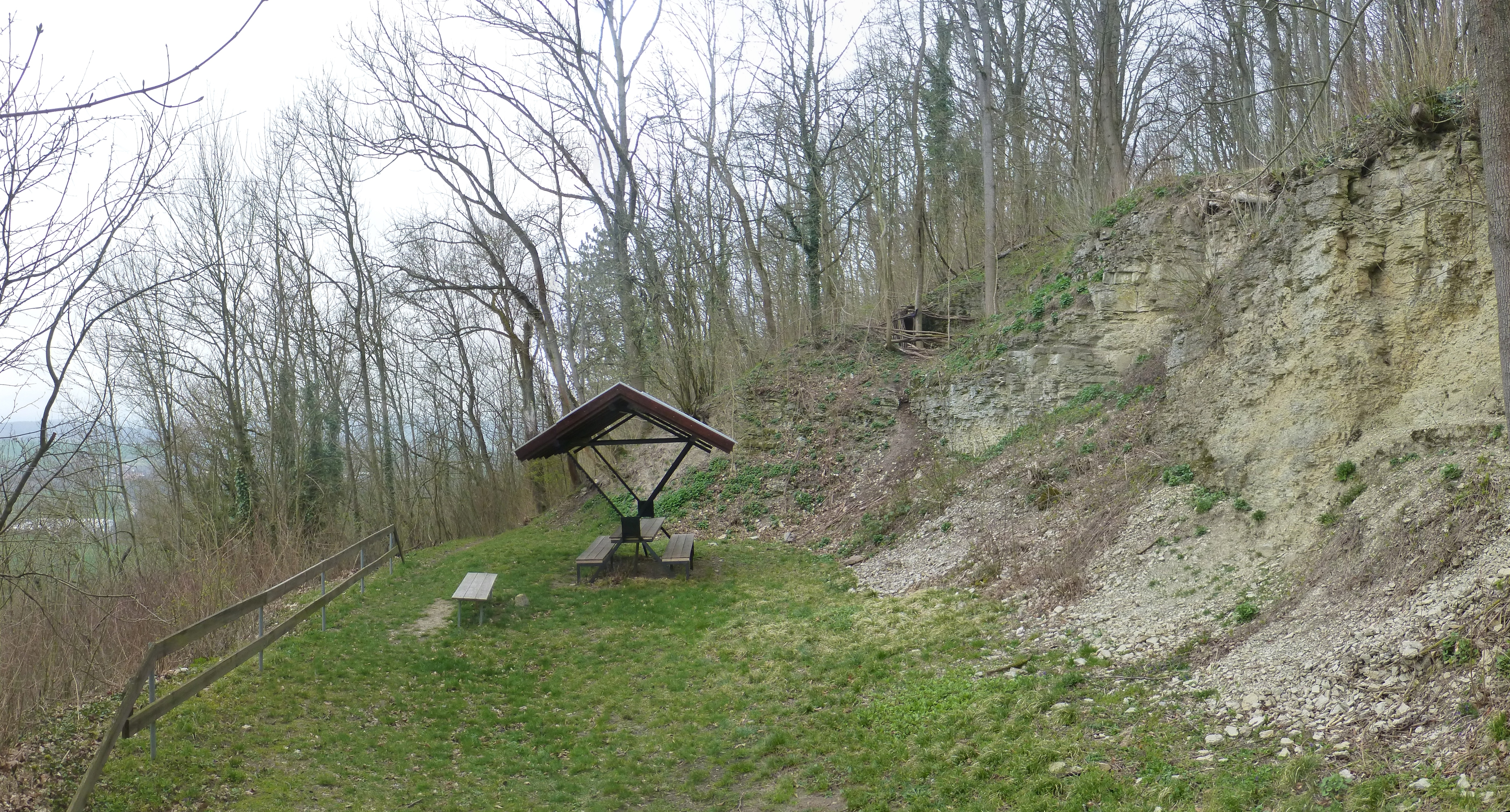
Ehemaliger Steinbruch am Aufstieg zum Rusteberg mit Aussichtspunkt

Der Rusteberg ist ein 397,6 m ü. NHN hoher Berg im Eichsfeld in Nordwestthüringen (Deutschland).

## Geographie
Der Rusteberg befindet sich im Westen des Landkreises Eichsfeld, im Grenzbereich zu den Landkreisen Göttingen (Niedersachsen) und Werra-Meißner (Hessen). Er liegt ungefähr 9 Kilometer westlich der Kreisstadt Heilbad Heiligenstadt zwischen den Orten Marth im Süden und Rustenfelde im Norden. Unweit nördlich verläuft die Bundesautobahn 38 mit dem Heidkopftunnel und südlich im Leinetal die Halle-Kasseler Bahn.
Der Rustebach, ein rechtsseitiger Zufluss zur Leine, begrenzt den Rusteberg im Westen und Norden. Ein unmittelbarer südöstlicher Ausläufer des Berges ist der Klingelsberg, südwestlich liegt der Weinberg und westlich die Ebenhöhe (282,8 m ü. NHN). Am Fuße des Berges gibt es mehrere Quellen, der Hauborn im Norden und im Süden die Södenquelle und der Wiesenborn.
Geologisch ist der Rusteberg eine innerhalb eines Grabens durch Reliefumkehr entstandene Erhebung. Die Bergkuppe aus Unterem Muschelkalk sitzt der umgebenden Hügellandschaft aus Buntsandstein als markante Landmarke auf und ist im weiten Umfeld sichtbar. Im Oberen Buntsandstein am Klingelsberg befinden sich Einlagerungen von Gips und Anhydrit.

## Naturräumliche Zuordnung
Der Berg zählt nach der naturräumlichen Gliederung im Blatt Kassel noch zum Naturraum Reinhäuser Wald (Nr. 373.2) innerhalb des Göttingen-Northeimer Waldes (Nr. 373). Der Rusteberg befindet sich dabei entlang einer in Nord-Süd-Richtung Verwerfung, der Gelliehäuser Störungszone. Entsprechend der innerthüringischen Gliederung (Die Naturräume Thüringens) wird er der Muschelkalkeinheit Werrabergland-Hörselberge zugeordnet.
Orographisch kann der südlich des Rustebaches gelegene Zeugenberg auch noch dem Hügelland des mittleren Eichsfeldes hinzugerechnet werden, am Übergang zum Leinetal und Göttinger Bergland.

## Namensherkunft
Für die Herkunft des Namens Rusteberg gibt es mehrere Möglichkeiten:
- Am nächsten liegt der aus dem Mittelhochdeutschen abgeleitete Baumname „rust“ für Ulme oder Rüster, da früher die Ulme im Eichsfeld häufiger vorkam;
- aus dem Mittelniederdeutschen „roste, ruste“ für Ruhe, Verweilen;
- aus dem Neuhochdeutschen „rüste“ und Althochdeutschen „(h)rusten“ abgeleitetes Wort für Schmuck, Ausrüstung, Waffen.

Möglicherweise liegt auch eine Vermischung dieser Namensbelege vor.

## Geschichtliches

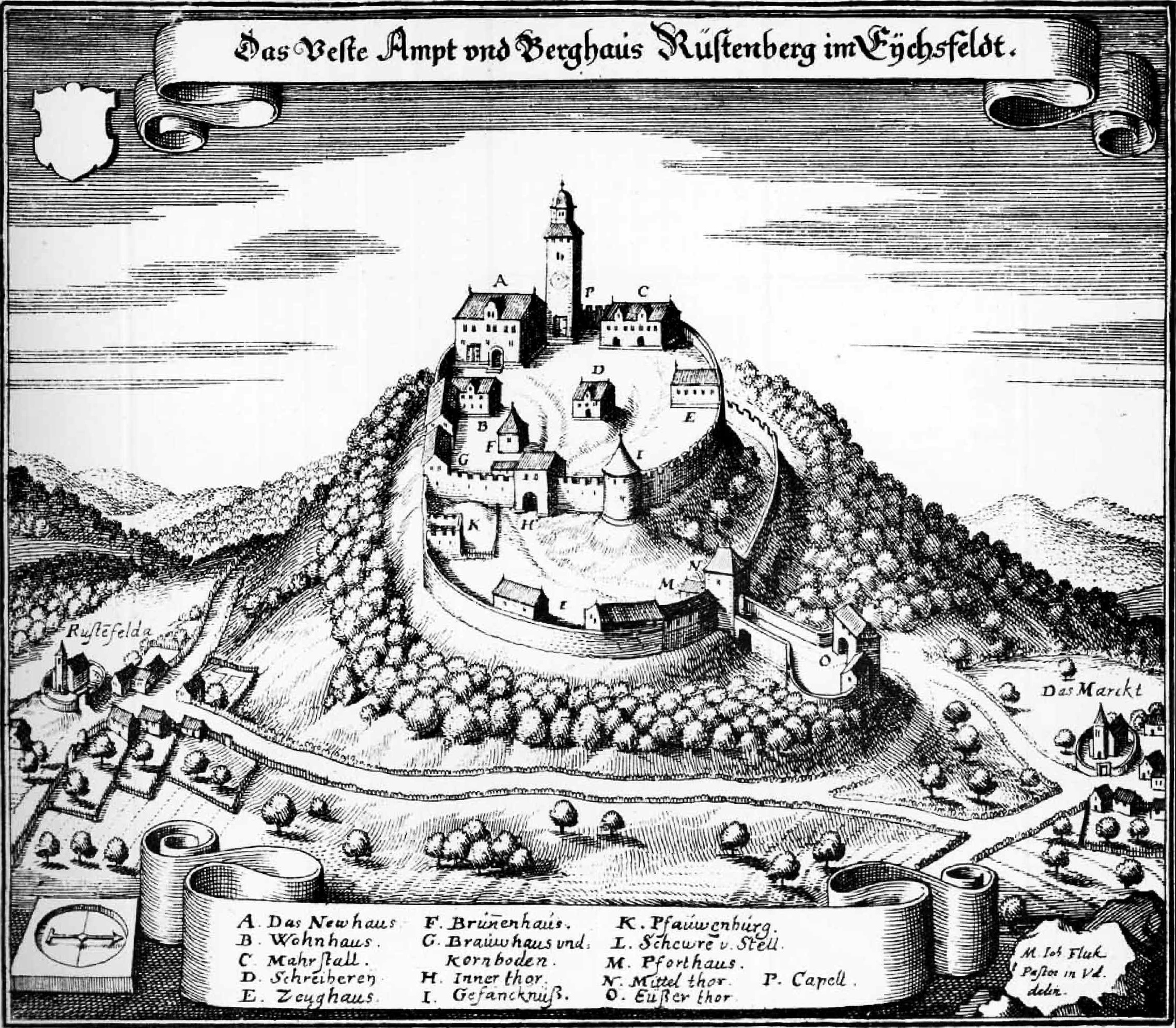
Der Rusteberg im 17. Jahrhundert mit Ansicht der Rusteburg

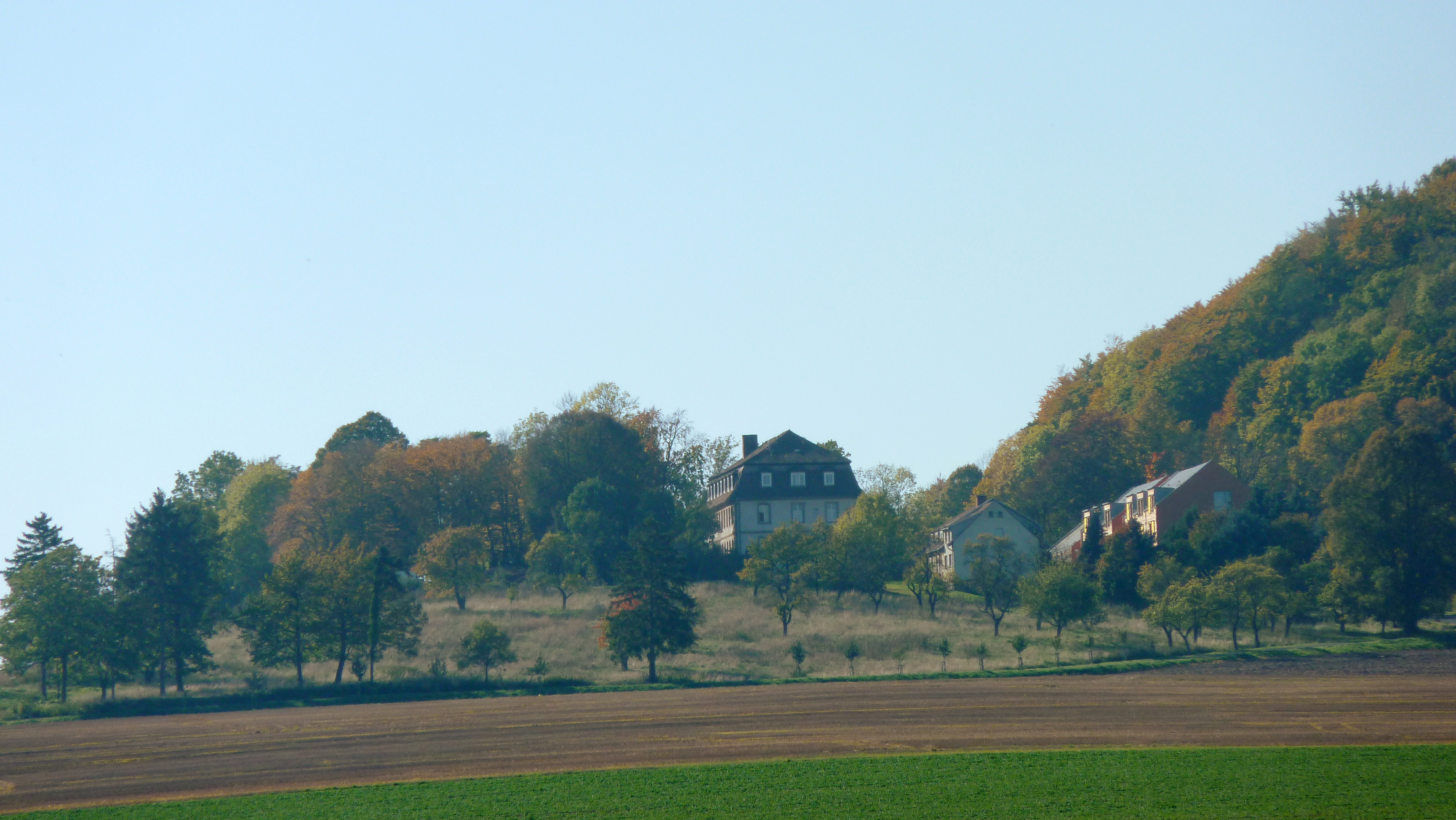
Das Schloss Rusteberg am Rande der Bergkuppe von Osten gesehen

Auf Grund seiner dominanten Lage oberhalb des Leinetales wurde er schon früh als befestigte Anlage genutzt. Eine frühzeitliche Besiedlung oder Nutzung wird vermutet, ist aber nicht belegt. 1132 wurde die Burg Rusteberg als Amtssitz der Mainzer Erzbischöfe genannt. Im 17. Jahrhundert wurde die Burg aufgegeben und verfiel. Am östlichen Fuße der Bergkuppe wurde in der Mitte des 18. Jahrhunderts das Schloss Rusteberg als Mainzer Amtshaus errichtet. Bis heute wird dieses noch als Klinik genutzt. Von der Burganlage existieren nur noch einige Ruinenreste. Auf dem Bergplateau wurden in der Geschichte verschiedene Türme errichtet, der mittelalterliche Bergfried, 1942 ein Flugwachtturm der Wehrmacht, etwa 1957 ein sogenannter Vermessungsturm aus Holz, der vermutlich aber der Überwachung des Grenzraumes dienen sollte und nach 1970 ein Stahlgittermast der Funkaufklärung des Ministeriums für Staatssicherheit. Heute steht dort ein Sendemast mit Antennen und Funkanlagen.
Die Bergkuppe mit der ehemaligen Burganlage und dem Gelände des Schlosses war bis 1802 im Besitz des Erzbischofs in Mainz, danach in preußischen Besitz und kurzzeitig auch französisches Eigentum. Ab 1813 war der Berg in Privatbesitz und hatte wechselnde Eigentümer. Mit der „Demokratische Bodenreform“ wurde er Staatseigentum und ging 2009 in Besitz der Gemeinde Marth über.

## Besonderheiten
Die Bergkuppe des Rusteberges ist komplett bewaldet, während die flacheren Landschaftsteile unterhalb des Berges landwirtschaftlich genutzt werden. Auf dem Berg wurde 1940 ein 17 Hektar großes Landschaftsschutzgebietes (LSG Rusteberg) ausgewiesen, das heute Bestandteil des größeren Landschaftsschutzgebietes Obereichsfeld ist. Zwei Linden sind hier als Naturdenkmal ausgewiesen. Die Bergkuppe ist selbst kein Aussichtspunkt, vom Waldrand ergeben sich an verschiedenen Punkten aber schöne Aussichten ins westliche Eichsfeld und die angrenzenden Regionen in Hessen und Niedersachsen. Am südlichen Rand des Berges befinden sich zwei kleine Kalksteinbrüche.